# 1. česká národní hokejová liga 1991/1992
1. česká národní hokejová liga 1991/1992 byla 23. ročníkem jedné ze skupin československé druhé nejvyšší hokejové soutěže.

## Systém soutěže
Všech 14 týmů se nejprve v základní části utkalo dvoukolově každý s každým (celkem 26 kol). Nejlepších 8 týmů následně postoupilo do finálové skupiny, ve které se utkal dvoukolově každý s každým (celkem 14 kol). Výsledky základní části se do finálové skupiny nepřenášely. Vítěz finálové skupiny postoupil do kvalifikace o nejvyšší soutěž, v níž se v sérii hrané na tři vítězné zápasy střetnul s vítězem 1. SNHL.
Nejhorších 6 týmů po základní části se zúčastnilo skupiny o udržení. V ní se utkal dvoukolově každý s každým (10 kol), přičemž výsledky ze základní části se započítávaly. Poslední dva týmy skupiny o udržení sestoupily do 2. ČNHL.

## Základní část
| Poř. | Tým                         | Z  | V  | R | P  | VG  | OG  | B  |
| ---- | --------------------------- | -- | -- | - | -- | --- | --- | -- |
| 1.   | HC Motor České Budějovice   | 26 | 23 | 0 | 3  | 161 | 59  | 46 |
| 2.   | TJ Stadion Hradec Králové   | 26 | 17 | 1 | 8  | 132 | 78  | 35 |
| 3.   | HC Slezan Opava             | 26 | 14 | 5 | 7  | 108 | 88  | 33 |
| 4.   | HC Baník CHZ Sokolov        | 26 | 14 | 3 | 9  | 104 | 96  | 31 |
| 5.   | SK Slavia Praha             | 26 | 14 | 3 | 9  | 92  | 96  | 31 |
| 6.   | TJ TŽ Třinec                | 26 | 13 | 3 | 10 | 110 | 91  | 29 |
| 7.   | VTJ Tábor                   | 26 | 12 | 3 | 11 | 110 | 100 | 27 |
| 8.   | TJ Baník Hodonín            | 26 | 12 | 3 | 11 | 117 | 110 | 27 |
| 9.   | HC Zbrojovka Vsetín         | 26 | 10 | 4 | 12 | 91  | 101 | 24 |
| 10.  | HC Boby Sport Brno          | 26 | 8  | 4 | 14 | 71  | 87  | 20 |
| 11.  | TJ Autoškoda Mladá Boleslav | 26 | 9  | 2 | 15 | 79  | 120 | 20 |
| 12.  | TJ Baník ČSA Karviná        | 26 | 8  | 3 | 15 | 103 | 137 | 19 |
| 13.  | VTJ Jitex Písek             | 26 | 5  | 5 | 16 | 80  | 120 | 15 |
| 14.  | TJ ZVVZ Milevsko            | 26 | 1  | 5 | 20 | 68  | 143 | 7  |

## Finálová skupina
| Poř. | Tým                       | Z  | V  | R | P  | VG | OG | B  |
| ---- | ------------------------- | -- | -- | - | -- | -- | -- | -- |
| 1.   | HC Motor České Budějovice | 14 | 10 | 2 | 2  | 76 | 40 | 22 |
| 2.   | SK Slavia Praha           | 14 | 9  | 3 | 2  | 62 | 43 | 21 |
| 3.   | TJ TŽ Třinec              | 14 | 9  | 1 | 4  | 60 | 55 | 19 |
| 4.   | TJ Stadion Hradec Králové | 14 | 6  | 4 | 4  | 60 | 52 | 16 |
| 5.   | HC Slezan Opava           | 14 | 5  | 2 | 7  | 58 | 51 | 12 |
| 6.   | TJ Baník Hodonín          | 14 | 4  | 4 | 6  | 60 | 71 | 12 |
| 7.   | VTJ Tábor                 | 14 | 3  | 1 | 10 | 53 | 80 | 7  |
| 8.   | HC Baník CHZ Sokolov      | 14 | 1  | 1 | 12 | 28 | 65 | 3  |

HC Motor České Budějovice postoupil do kvalifikace o nejvyšší soutěž, ve které zvítězil nad vítězem 1. SNHL - AC Nitra 3:1 na zápasy a postoupil do nejvyšší soutěže.

## O udržení
| Poř. | Tým                         | Z  | V  | R | P  | VG  | OG  | B  |
| ---- | --------------------------- | -- | -- | - | -- | --- | --- | -- |
| 1.   | HC Zbrojovka Vsetín         | 36 | 44 | 5 | 17 | 131 | 146 | 33 |
| 2.   | HC Boby Sport Brno          | 36 | 14 | 4 | 18 | 110 | 117 | 32 |
| 3.   | TJ Autoškoda Mladá Boleslav | 36 | 14 | 3 | 19 | 121 | 160 | 31 |
| 4.   | TJ Baník ČSA Karviná        | 36 | 13 | 4 | 19 | 149 | 180 | 30 |
| 5.   | VTJ Jitex Písek             | 36 | 11 | 5 | 20 | 121 | 147 | 27 |
| 6.   | TJ ZVVZ Milevsko            | 36 | 2  | 8 | 26 | 97  | 195 | 12 |

Týmy VTJ Jitex Písek a TJ ZVVZ Milevsko sestoupily do 2. ČNHL.